# Pentastirini
Los pentastirinos (Pentastirini) son una tribu de insectos hemípteross del suborden Archaeorrhyncha. Tiene los siguientes géneros.

## Géneros
- Cordoliarus - Miclucha - Oliarus - Oteana - Ozoliarus - Pentastiridius - Prosops[1]